# マイダス卓球アカデミー
マイダス卓球アカデミー（まいだすたっきゅうアカデミー）は、日本の東京都葛飾区金町に拠点を置く卓球クラブチーム。

## 概要
2008年に小泉慶秀己監督兼コーチが就任。以降、多数の全日本ホカバ選手権出場者を輩出している。
近年では、他県から選手が集まるようになった。2014年に開催された第32回全国ホープス卓球大会においては、合計5チーム（男子：東京、神奈川、千葉、埼玉　女子：東京）が出場した。
マイダス卓球アカデミーの公式サイトに掲載している ニックのJr卓球練習日記 では、2016年までのマイダスの歴史が刻まれている。

## 主なコーチ
小泉慶秀己
卓球の名門湘南工科大学付属高等学校から大正大学へ進学し、学生時代に卓球部で腕を磨く。卒業後は日産自動車卓球部に所属。1990年全日本卓球選手権大会ダブルス準優勝、1991年日本卓球リーグ前期最高殊勲選手賞、1994年全日本卓球選手権大会混合ダブルス優勝など。2008年よりマイダスの監督兼コーチに就任し、子どもたちに指導を行う。
船山晶子
全日本選手権の女子サ―ティーで優勝している。2020年現在、女子ホープスナショナルチームのコーチをしている。
金子明子

## 主な戦績

### 全国ホープス卓球大会
全国ホープス卓球大会では、いまだ優勝ははたしていない。

#### 準優勝
- 2013年(尾中翔英、金山幸裕、中村光人、林晃平）[9][10]

#### 3位
- 2011年(三上貴弘、森武大悟、船山朝陽、窪田直希（この四人はマイダス内で「四天王」と呼ばれていた。）)[11][12][13]
- 2015年(田村真吾、林晃平、麦進林(ばくしんりん)、八島大地)[14][15]

## 主力選手(OB含む)
※全日本選手権（ホープス、カブ、バンビの部）の戦績は、以下「全日本ホープス（/カブ/バンビ）優勝(/準優勝/3位) (年度)」と省略させていただきます。
・吉岡咲（全日本カブ優勝(2021),全日本バンビ3位(2019)
・佐藤希未（全日本カブ優勝(2019),全日本カブ3位(2018),全日本バンビ2位など）
・高橋あかり（全日本ホープス2位(2014)、四天王寺高校へ進学、インターハイ単ベスト16(2019)など）
・田原彰吾（愛工大名電へ進学、インターハイ単ベスト8、複準優勝(2018)、）
・三上貴弘（東アジアホープス大会3位など、遊学館高校に進学、日本大学へ進学）
・青山昇太（野田学園に進学、全日本選手権ジュニアの部3位など、法政大学に進学、関東学生選手権ベスト8、関東学生リーグ1部優秀選手賞受賞など）